# ويندل براون
ويندل براون (بالإنجليزية: Wendell Brown) هو عالم حاسوب أمريكي، ورجل أعمال، ومخترع معروف بإبداعاته في مجال الاتصالات، وتكنولوجيا المعلومات، وأمن الانترنت، وتطوير تطبيقات الهواتف الذكية، وانترنت الأشياء. وأسس براون العديد من شركات التكنولوجيا المشهورة مثل: شركة تيليو، وشركة لايف أوبس، وشركة إي فويس.

## رجل أعمال
يعتبر براون رائد التوظيف المؤقت، ومجال العمل من المنزل عبر الإنترنت. ويعتبر بروان المؤسس المشارك لشركة لايف أوبس كرئيس للشركة، ومدير التكنولوجيا التنفيذى في عام 2002. وتصمم شركة لايف أوبس حلولاً تكنولوجية لمراكز الاتصالات، وحلولاً أخرى لإدارة وسائل التواصل الاجتماعي للشركات مثل: شركة كوكا كولا، وبيتزا هت، وإي بي. بحلول شهر يوليو لعام 2016، قامت شركة لايف أوبس بتوظيف قوى عاملة تقدر بأكثر من 20.000 موظف خدمة عملاء للعمل من المنزل، وعالجت منصة سحابة الشركة أكثر من مليار دقيقة لخدمة دعم العملاء.
وفي عام 2015، أسس براون شركة أفيرون لأمن المعلومات، والتي تطور حلولاً لحماية الهوية الشخصية باستخدام تكنولوجيا الهواتف. وقدمت الشركة مفهوم حلول أمن الإنترنت عل منصة مؤتمر تيد الرئيسية في ولاية فانكوفر، في كندا، في شهر مارس، 2016. ونتيجة ذلك، وقعت شركة تيليفونيكا للاتصالات شراكة تكنولوجية مع شركة أفيرون.
وشارك براون في تأسيس شركة نيولاريس في عام 2011، وهي شركة تصمم مصابيح ليد عالية الكفاءة، والتي تزود سلاسل عالمية مثل: فنادق هايات، وفنادق الفصول الأربعة، وشركة حبوب القهوة الأمريكية.
وفي عام 2006، شارك براون في تأسيس شركة تيليو، وهي منافس باكر لسكايب، حيث طور تطبيقات فويب، وهي  طريقة تمكن المستخدمين من إجراء محادثة صوتية عبر شبكة الإنترنت. واستحوذت شركة مايكروسوفت على شركة تيليو، وأصبحت جزءاً من مجموعة شبكات مايكروسوفت في عام 2006. 
وكمؤسس مشارك ورئيس لشركة إي فويس، طور براون منصة البريد الصوتي في عام 2000، الذي يعتبر أول نظام للبريد الصوتي قائم على الإنترنت في العالم. واخترع تقنيات جديدة مثل: البريد الصوتي إلى البريد الإلكتروني، والبريد الصوتي المرئي، ورقم التعريف المعزز والتي أوائل التطبيقات، والتي تم اطلاقها لاحقًا بواسطة جوجل فويس وأبل. وزودت شركة إي فويس حلول البريد الصوتي للعديد من الشركات العالمية مثل: شركة أت & تي، وشركة إم سي آي، وشركة أي أو إل، وشركات محمول محلية. وفي عام 2011، استحوذت شركة أي أو إل تايم ورنر على شركة إي فويس، وأصبحت جزءاً من مجموعة خدمات شركة أي أو إل الصوتية.
و في عام 2002 صنفت مجلة مايكرو تايمز للتكنولوجيا براون كواحد ضمن 100 خبير رائد في مجال الحاسوب في أمريكا.
وكمستثمر ملاك في وادي السيليكون، ساعد براون في جمع تمويل لشركات ناشئة معروفة مثل: شركة أبيو، وشركة أديسون، وشركة مويو، وشركة أيرون بورت، التي استحوذت عليها شركة سيسكو في عام 2007 مقابل 830 مليون دولار.

## مطور برامج

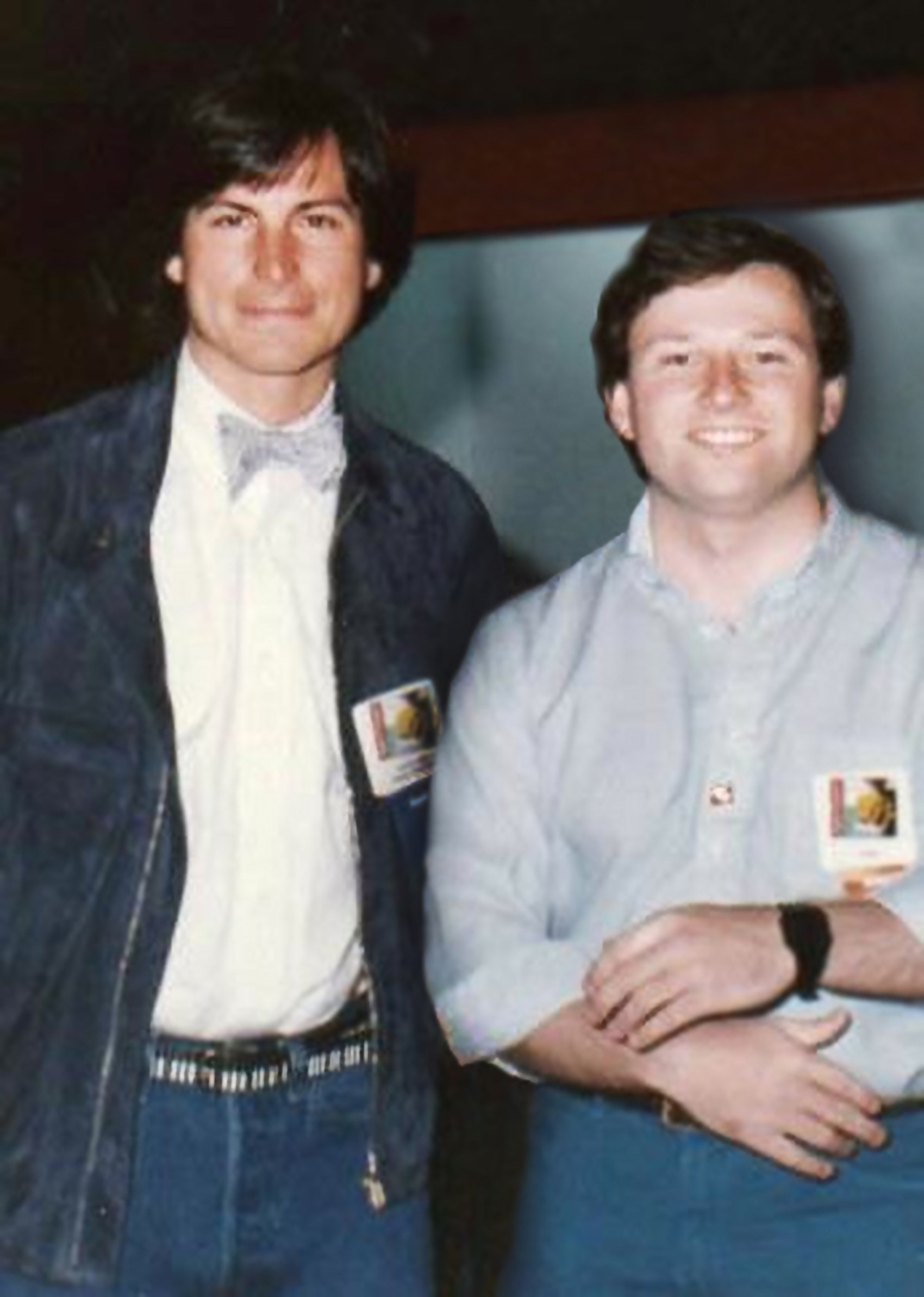
ستيف جوبز مع براون وقت إطلاق برنامج Hippo-C لـ Macintosh، يناير 1984

أسس براون، كونه واحد من اوائل مخترعي برامج أمن المعلومات، ووكسوفتلي في عام 1996 والتي أصدرت أول برامج حماية لأجهزة الحاسوب إلى السوق. وفي عام 1997، طور براون حزمة ووكسوفتلي لأمن الإنترنت، باسم جارد دوج، والتي كرمتها جمعية ناشري البرامج والتطبيقات، واعتبرتها ضمن أفضل 4 برامج حماية في فترة التسعينيات. بالإضافة إلى ذلك، صنفتها شركة بي سي داتا كواحدة من أكثر 10 برامج حماية بيعاً على مر العصور. وفي عام 1997، استحوذت شركة سايبر ميديا على ووكسوفتلي.
في عام 1980، أسس براون شركة هيبوبوتوماس سوفتوير، وهي شركة مبكرة قامت بتطوير التطبيقات لأجهزة ماكنتوش الخاصة بشركة أبل. وكان المحول البرمجي للغة السى الخاص بالشركة بيئة تطوير برامج رائدة لانظمة ماك واتارى الحاسوبية.
ويشتهر براون بتصميماته وبرمجته لعدد من أفضل ألعاب الفيديو مبيعًا لشركة إميجيك، وبرمج العديد من الألعاب للعديد من الشركات مثل: شركة إميجيك. وبرمج لعبة ستار وورز لشركة كوليكو فيجين، ولعبة بيوتي & بيست، ولعبة نوفا بلاست، ولعبة مون سويبر لإنتيل فيجن الخاص بشركة ماتيلز.
وفي منتصف الثمانينيات، طور براون نظام أداب ساوند راك، وهو نظام تسجيل صوتي مباشر على القرص الصلب، الذي حل محل طريقة تحرير الأصوات التقليدية. واستخدم نظام أداب ساوند راك لإنشاء وتعديل المسارات الصوتية لأفلام هوليود والعروض التلفزيونية، مثل: فيلم بورن أون ذا فورث أوف جولاي، وفيلم أي شرنك ذا كيدز، وفيلم داي هارد، وعرض ذا كوزبي، وفالكون كريست، وسلسلة بيفيري هيلز 90210. واستخدم العديد من فناني التسجيل الصوتي نظام أداب مثل: بيتر جابريل، وفليتود ماك، وبوينتر سيسترز، وموتلي كرو، وديفيد باوي، ونتالي كولي، وغيرهم. واستشارت شركة والت ديزني، وشركة توشيبا براون بعد استخدامهم نظام أداب الصوتي. وبعد ذلك، عمل براون خبيراً لتشفير الاتصالات عن بعد لدى شركة ناشونال سيمي كوندكتر لمساعدتهم في تطوير تطبيقات الأجهزة لخوارزميات DS3.

## مخترع
في شهر يناير، 2012، كرم المنتدى الاقتصادي العالمي في دافوس براون على ابتكاراته الخاصة بالطاقة، وكان مرشحًا لجائزة الريادة في مجال التكنولوجيا. وفي شهر مايو، 2012، حصل براون على جائزة CTIA لتطوير الهواتف الذكية. وبفضل ابتكاراته في مجال الاتصال عن بعد، استخدمت اختراعات براون لإجراء اتصالات هاتفية بلغت مدتها أكثر من مليار دقيقة، وتستخدم في أكثر من مليون حساب للبريد الصوتي.
وابتكر براون العديد من الابتكارات الحاصلة على براءة اختراع على المستوى الولايات المتحدة والمستوى الدولي في مجال أمن الإنترنت، والاتصال عن بعد، وتطبيقات هواتف المحمول، والعمل الافتراضى، والمركبات الكهربائية، ومصابيح الليد، والكاميرات ثلاثية الأبعاد، ومصادر الوقود المتجدد، وتوزيع الموسيقي عبر الإنترنت.
وفي عام 2008، اخترع براون تطبيق ويب دايت، وهي طريقة تستخدم الهواتف المحمولة لحساب استهلاك الطعام لتحسين الصحة. واعتبر هذا التطبيق كأول تطبيق لحساب السعرات الحرارية، وتخطيط الوجبات الغذائية.

## النشأة والتعليم
ترعرع براون في مدينة أونيونتا، في نيويورك، وتخرج من مدرسة أونيونيتا الثانوية. وخلال دراسته في مرحلة الثانوية، بدأ براون ببرمجة، وبيع أنظمة الحواسيب الشخصية ونشر أول مقالة له عن الحاسوب في مجلة بايت. وفي عام 2013، تم تكريمه ووضع اسمه على لوحة شرف المدرسة الدائمة للتميز لانجازاته في مجال التجارة والتكنولوجيا.
تخرج براون من جامعة كورنيل في عام 1982، وحصل على درجة البكالوريوس في مجال الهندسة الكهربائية وعلوم الحاسوب. وخلال دراسته في الجامعة، حصل براون على زمالة شركة طائرات هيوز للمرحلة الجامعية.

## الأعمال الخيرية
تشمل مشاركات براون الخيرية تقديم منحة دراسية في جامعة سوكا الأمريكية، ودعم مكتبة ومختبر جامعة إميري ريدل أيرونوتيكال، ورعاية خاصة للطلاب المحرومين في أمريكا الجنوبية.

## الحياة الشخصية

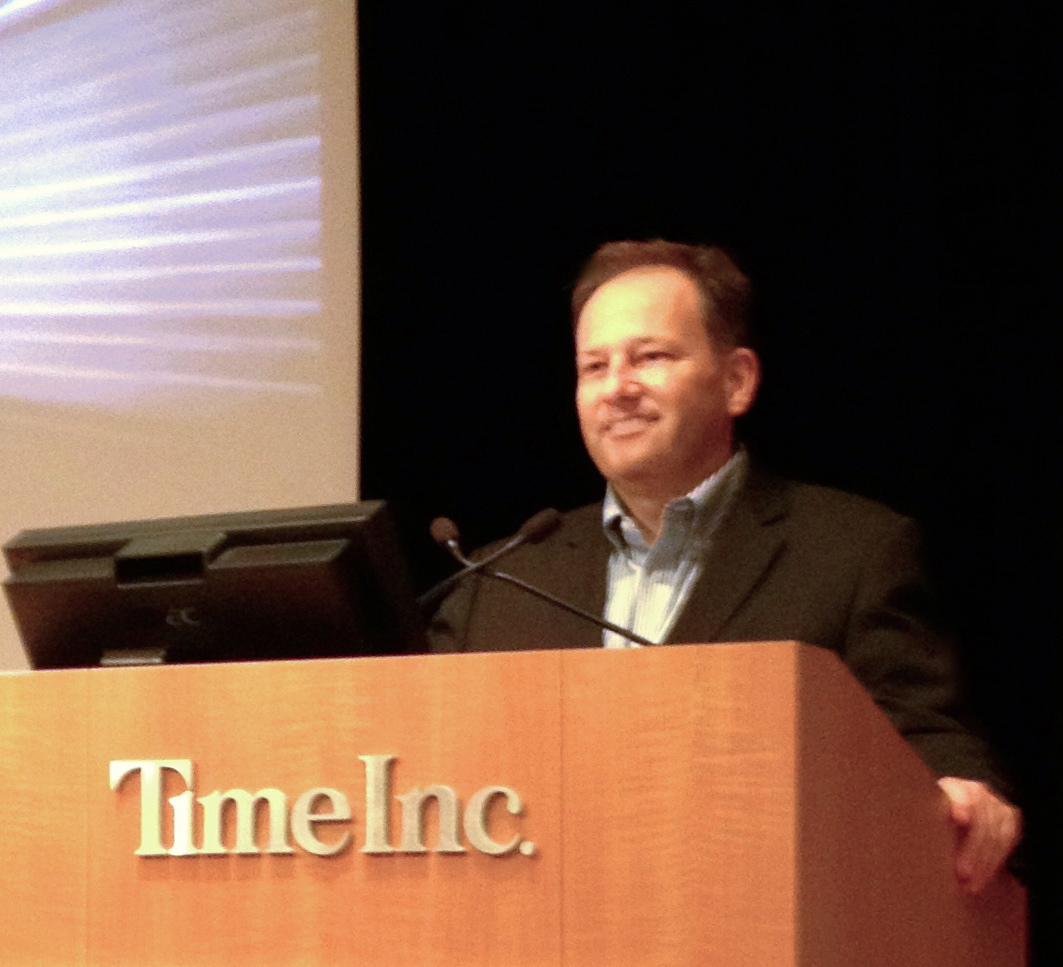
براون متحدثًا في مجلة TIME في مدينة نيويورك، 2012

يشارك براون كمتحدث، ومحكم تكنولوجي، ومستشار في العديد من المؤتمرات مثل: مؤتمر إسرائيل، والمنتدى الاقتصادي العالمي، ومؤتمر تيد، وجوجل، وهاكاثون معهد ماساتشوستس للتكنولوجيا، ومؤتمرات دي إل دي في الأراضي الفلسطينية المحتلة.ومؤتمر تصميم الحياة الرقمية في ميونخ، وقمة دبلن للانترنت، ومدونة تيك كرانش، وجمعية وايرليس (سيتا)، وأولويز أون (شبكة وادي سيليكون العالمية)، وإل فاينسسيرو (بلومبيرج)، ومؤتمرات مؤسسة ميتا.
يعتبر براون عضواً في لجنة إكس برايز الاستشارية لابتكارات السيارات مثل: تقنيات الوقود الجديدة، وتطوير السيارات الكهربائية، ويعمل مستشاراً لصندوق مؤسسة ميتا للأعمال الحرة، ومستشاراً لجينير 8 (شركة أفلام ثلاثية الأبعاد)، وله العديد من الاسهامات السينمائية مثل: سبايدرمان المذهل، وهاري بوتر ومقدسات الموت: الجزء الثاني.
حصل براون على رخصة طيار، ويعمل بشكل مستمر في تطوير طائرات جديدة، والصواريخ، وتصميمات المركبات الكهربائية